# Elisabeth Jünemann
Elisabeth Jünemann (* 24. August 1955 in Koblenz) ist eine deutsche Sozialethikerin.

## Werdegang
Elisabeth Jünemann legte am Megina-Gymnasium Mayen ihr Abitur ab und studierte Katholische Theologie und Sozialwissenschaft an der Rheinischen Friedrich-Wilhelms-Universität in Bonn. Sie promovierte dort in Christlicher Gesellschaftslehre und Pastoralsoziologie. Im Anschluss daran arbeitete sie unter anderem als wissenschaftliche Mitarbeiterin am Kardinal-Höffner-Institut für christlich-sozialwissenschaftliche Fragen in Bonn. Von 1997 bis 2021 war sie Professorin für Theologische Anthropologie und Theologische Ethik im Fachbereich Sozialwesen an der KatHO, Abteilung Paderborn. Von 2008 bis 2021 übernahm sie einen Lehrauftrag für Unternehmensethik an der Hochschule Koblenz im Masterstudiengang Betriebswirtschaft. Seitdem leitet sie das 2007 von ihr gegründete Institut DekaCert zur Ethischen Beratung und Zertifizierung von sozialen Organisationen und Wirtschaftsorganisationen nach dem Dekalog. 2021 gründete sie auch die Institute DekaCert Tschechien und DekaCert Slowakei.
Elisabeth Jünemann ist seit 2020 Mitglied im Ethikrat der Stadt Paderborn. Seit 2021 ist sie Mitglied im Vorstand der iGP (interdisziplinären Gesellschaft für Palliativmedizin) Rheinland-Pfalz. Seit 2004 ist sie Mitglied im Verein der Freunde des Klosters Maria Laach und Mitglied des Kuratoriums.

## Schriften
Bücher
- Zehn Gebote für Europa. Der Dekalog und die europäische Wertegemeinschaft, Erkelenz 2009. Hg. zusammen mit H. Theisen. ISBN 978-3-932483-28-8
- Die zehn Gebote. Orientierung für gerechte Strukturen, Paderborn 2009. Hg. zusammen mit G. Kilz.
- Organisierte Nächstenliebe. Was das soziale Handeln der Kirche ausmacht, Magdeburg 2009. Hg. zusammen mit W. Wertgen. ISBN 978-3-941265-01-1
- Vergewissern. Führungsleitlinien nach dem Dekalog. Mit Miniaturen von Dieter Ziegenfeuter, Erkelenz 2010. Zusammen mit P. Leuwer. ISBN 978-3-932483-37-0; 2. Auflage 2015, ISBN 978-3-932483-48-6
  - Ujisteni. Ukazatele Cesty Podle Desatera, Hradec Králové 2012
- WIESO – Was ist eigentlich sozial? Praxisbuch I zur ethischen Bildung in Kindertageseinrichtungen, Magdeburg 2013. ISBN 978-3-941265-07-3
- Wenn die Freiheit in die Jahre kommt. Zehn sozialethische Impulse für den Umgang mit alten Menschen. Ein Lehr- und Lesebuch für die Praxis. Erkelenz 2015. Hg. zusammen mit K. Langer. ISBN 978-3-932483-48-6
- Etický program DekaCert. Desatero jako orientace pro management Charity (Ethisches Programm DekaCert. Zehn Gebote als Orientierung für das Management der Caritas), Hradec Kralové 2022.

Ausgewählte Artikel in Sammelwerken/Zeitschriften
- Logisch führen? Dekalogisch führen! Zehn Gebote für das Compliance Management. In: U. Meier, B. Sill (Hrsg.): Führung. Macht. Sinn. Regensburg 2010, 432–446.
- Alter zwischen Wirtschafts- und Kostenfaktor. In: J. Krall, F. Lamprecht u. a. (Hrsg.): Ethical Finance. Festschrift für Bischof Aloys Schwarz. Wien 2012, 503–523.
- Familiengerechte Politik – gerechte Familienpolitik. Sozialethische Gedanken zu Familie und Politik. In: M. Pulte, M. Klekamp (Hrsg.): Werte entfalten – Gesellschaft gestalten. Festschrift für Manfred Spieker. Paderborn 2013, 93–108
- Den Armen Raum geben – ein kirchlicher Auftrag, der gelernt werden muss. In: Johannes Pock u. a. (Hrsg..): Kirche der Armen? Impulse und Fragen zum Nachdenken. Ein Handbuch. Würzburg 2020, 289–302.
- Frauen und Männer in Leitungspositionen. Zur Herausforderung von Geschlechtergerechtigkeit in kirchlichen Unternehmen. In: Christiane Koch, Hans Hobelsberger (Hrsg.): Mehr als Leitbilder: Ansprüche an eine christliche Unternehmenskultur (Kirche in Zeiten der Veränderung), Freiburg 2021, 87–104.
- “Alles nur Barmherzigkeit”? Überlegungen zu einer sozial-gerechten Obdachlosenhilfe. In: P. Oliver Potschien (Hrsg.): Geh und handle genauso. Optionen für die Menschen. Duisburg 2021, 211–226.